# Embalse del Calima
El embalse del Calima conocido como Lago Calima es uno de los embalses más grandes de América, con una superficie de 19.034 kilómetros cuadrados. Se encuentra ubicado entre los municipios de Calima El Darién y Restrepo. El lago forma parte del proyecto hidroeléctrico para generar energía para el departamento C.V.C (Corporación Autónoma Regional del Valle del Cauca), comenzó la construcción del embalse en el año 1961 y acabó en 1966. En años posteriores se convertiría en un atractivo turístico; por ello, se instalaron a su alrededor hoteles, centros recreacionales y parcelaciones.

## Clima
Su clima por lo general es templado-frío. 
|          | Temperatura |
| -------- | ----------- |
| Mínimo   | 12 °C       |
| Promedio | 19 °C       |
| Máximo   | 28 °C       |

## Deportes

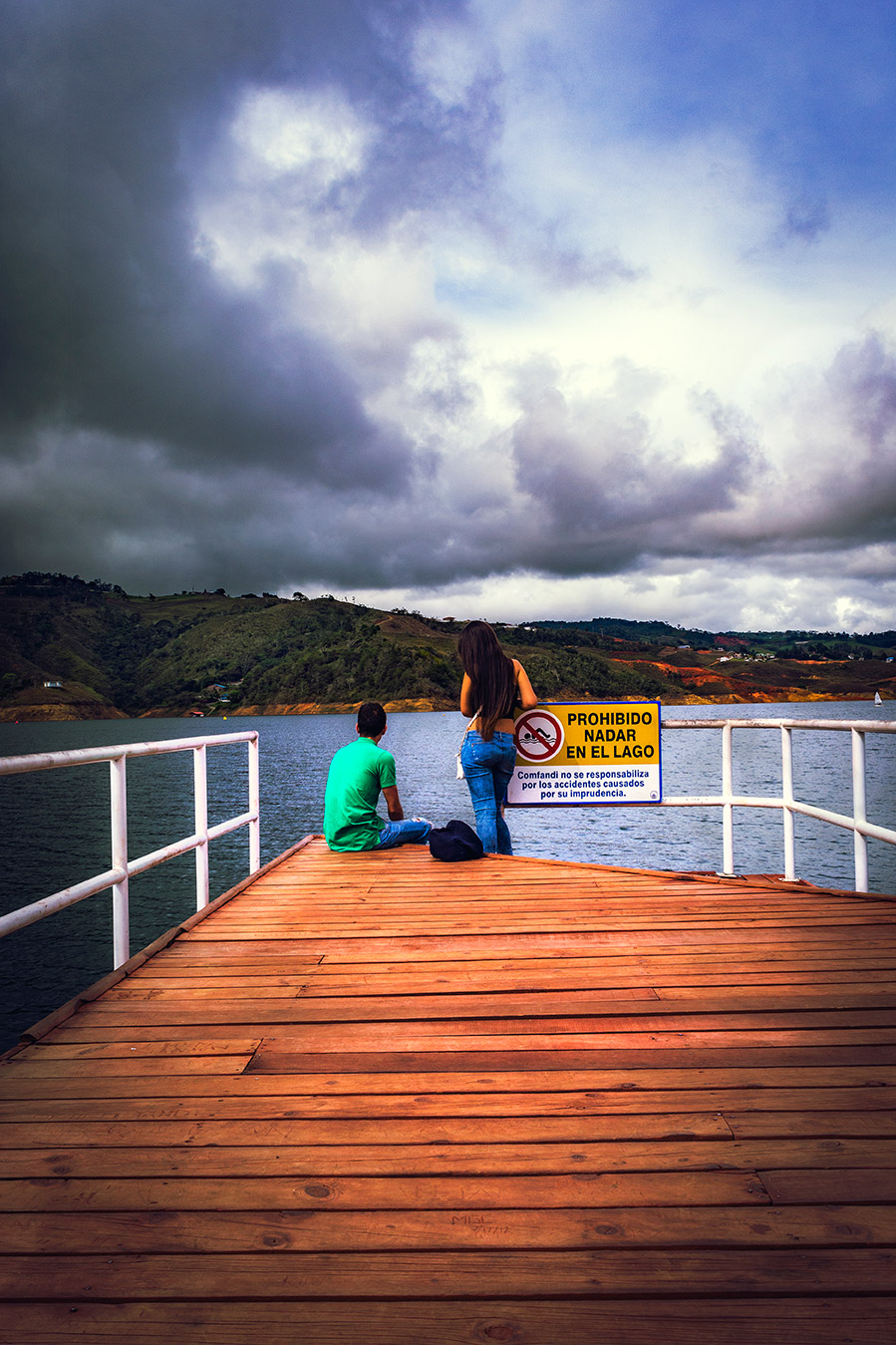
Embalse del Calima.

Sus vientos son muy propicios para la práctica de deportes acuáticos tales como vela, esquí náutico, windsurf, kitesurf entre otros, ya que son los mejores vientos de América y terceros a nivel mundial.[cita requerida]

## Municipios aledaños
Los municipios cercanos a este embalse son Restrepo (corregimientos de Zabaletas y Río Bravo), Calima El Darién  (Puente Tierra, Jiguales, La Primavera, El Vergel, etc.) y Yotoco.

## Rutas
Cali-Palmira-Buga-Darién (Distancia: 108 km), Cali-Yumbo-Vijes-Darién (93 km), Cali-Dagua-Loboguerrero-Darién (100 km) y Cali-Yumbo-La Cumbre-Restrepo-Darién (85 km).

## Eventos históricos
- Black & White Sensation: A mitad de año se presenta "The black & white sensation" un evento para fanáticos de la música electrónica que suelen ir vestidos rigurosamente de un color determinado (blanco o negro según el día). El lugar tiene una elaborada iluminación, fuegos artificiales y otros muchos efectos.
- Competencias de deportes náuticos en los Juegos Nacionales en 2008.
- Grabación de algunos programas de televisión como la serie Francisco el matemático.
- Fiestas y reinado del verano
- Concurso de bandas a nivel regional